# No dejes que...
«No dejes que...» es una canción del grupo de rock mexicano Caifanes. Fue lanzada en 1992, en el disco El Silencio, como el track No. 6 y como el tercer sencillo del álbum.

## Lista de canciones
Vinyl promocional de 12 pulgadas, 45 RPM. Costa Rica
| N.º | Título            | Duración |  |
| 1.  | «No dejes que...» | 4:40     |  |

## Legado
Es considerada por los fanes como una de las más grandes canciones de Caifanes junto con «Afuera», «La célula que explota» y «Viento». Esta canción se le acredita a Saúl Hernández como principal compositor.
«No dejes que...» está catalogado como un himno del rock mexicano y una de las canciones más conocidas del grupo. Con este tema creció aún más la popularidad que el grupo ya tenía en México, Latinoamérica y Estados Unidos. 
La canción, además, es la más exitosa y conocida del álbum en el que está incluida: El Silencio. Por la instrumentación y los riffs de guitarra de "No dejes que...", para muchos, deja la nostalgia del rock mexicano de los 90 al escucharse.

## Video
El video es muy representativo de los años 90, por todas sus tomas que reflejan la cultura mexicana, y entre esas escenas se observan tomas de Caifanes en concierto, el video muestra a Caifanes y todo su público, dejando ver de esta manera su gran popularidad y la euforia que causaban a sus fanes en los conciertos, desde subirse al escenario a cantar junto con Saúl Hernández hasta correr y brincar en medio del concierto multitudes de personas.
En el vídeo solo aparecen imágenes de Saúl Hernández, Alejandro Marcovich y Alfonso André, puesto que Sabo Romo y Diego Herrera desertaron del grupo tiempo antes.

## Otras versiones
- La canción fue reeditada en versión acústica por Jaguares en 2002 en el álbum El Primer Instinto. La nueva versión tuvo tal aceptación que obtuvo la posición de #1 en México, Costa Rica, Chile y Argentina y la posición #4 en Estados Unidos. Es de mencionar que en las presentaciones en directo, realizan una mezcla entre esta versión con la original.

- La Original Banda el Limón de Salvador Lizárraga hizo un cover de la canción en el álbum tributo Nos Vamos Juntos – Un Tributo A Las Canciones de Caifanes y Jaguares, Vol. 1.

- Mijares grabó una versión de estudio para su álbum Swing en tu idioma, en 2007, cuya variante es en swing jazz.

- Los mexicanos Aleks Syntek y Joy Huerta (del dúo Jesse & Joy) interpretaron la canción acústicamente en el inicio de la Primera temporada de La voz... México, en 2011.